# 小行星91553
小行星91553（91553 Claudedoom）是一颗绕太阳运转的小行星，为主小行星带小行星。该小行星于1999年9月19日发现。
該小行星以克勞德·杜姆（Claude Doom）命名。

## 轨道参数
小行星91553的轨道半长轴为426 209 772 km，2.8489958 UA，离心率为0.097。